# Taules

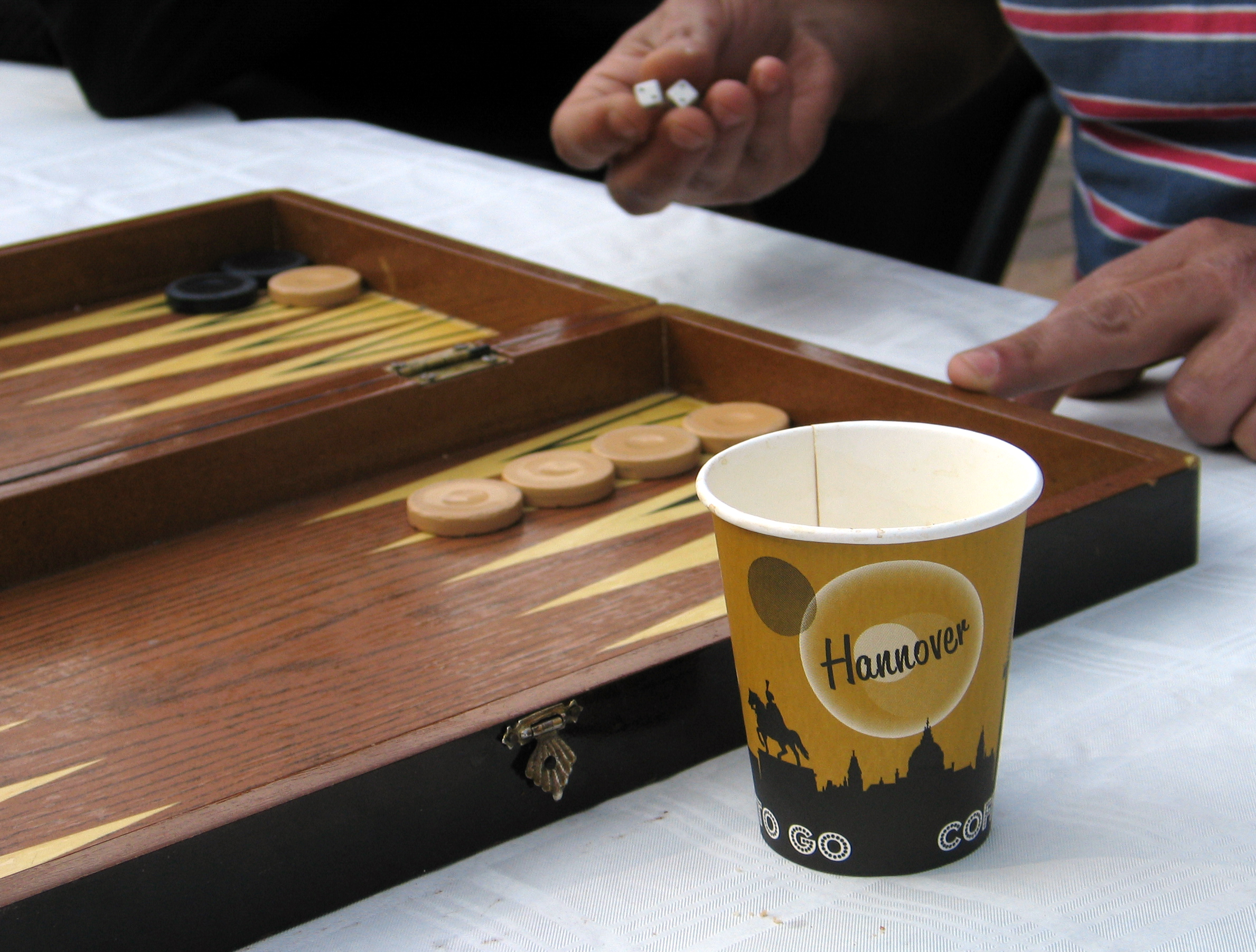
Detall del joc backgammon.

Els jocs de taules són tota una família de jocs de tauler jugats des de molt antic. N'hi ha de trobats a Jiroft (Pèrsia) datats de l'any 2000 aC. Actualment el joc de taules més practicat és el backgammon, per bé que als Països Catalans es jugava, i a algun lloc encara es juga, al jaquet o al caixó.
Són jocs de tauler, amb atzar, per a dos jugadors, en què tots dos competeixen per fer fer a les seves peces un recorregut al llarg del tauler, segons el resultat de la tirada d'uns daus.
El joch de taules ja és esmentat el 1284 i, de vegades, fou prohibit com fou el cas de l'any 1396: "que ningú no guos [gosi] jugar a ningun joch de daus, taules e naips".
Altres vegades es prohibien els daus, però, en canvi, es permetien les taules.